# Game Center CX

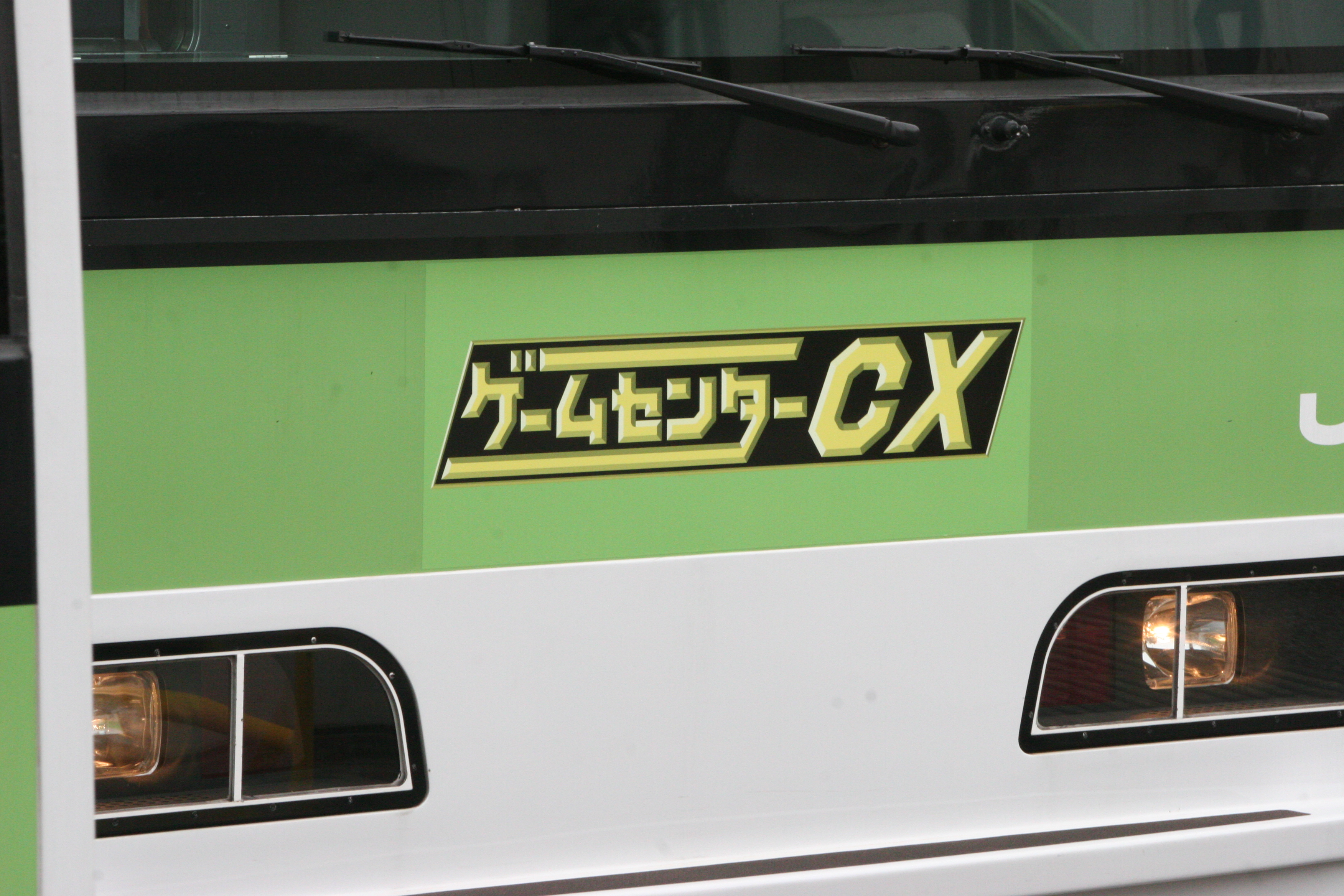
Game Center CX

GameCenter CX (ゲームセンター CX, GEMÜ Senta Shi Ekkusu?) é uma série de televisão japonêsa onde Shinya Arino, um membro da comédia Yoiko, joga os videogames mais populares do Japão(a maioria são jogos de Nintendo 8-bit) e grava o seu progresso à medida que ele trabalha com um limite de tempo, geralmente com duração de até um dia.
Ele também tem a oportunidade de entrevistar os designers de jogos de video game e arcade.
Existem atualmente seis Box de DVD lançados no Japão. O programa começou a sua 13ª temporada em 22 de julho de 2010, e está no ar desde 4 de novembro de 2003 com um novo episódio a cada 2 semanas.
A Fuji TV está procurando distribuidores internacionais para lançar DVDs legendados.

## Local
Arino é apresentado como um funcionário da CX GameCenter Company.
Às vezes, quando ele realmente fica preso em um jogo, um dos ´´funcionários / estagiários´´ oferece ajuda para levá-lo além de uma área difícil. Eles costumam parar imediatamente e deixá-lo prosseguir na sua própria jogatina.
A empresa CX ´´promove´´ a sua permanência dependendo de quão bem ele faz durante a temporada. A frase que Arino fala antes de ligar o console, ´´kachou ON!´´, É na verdade se referindo ao seu status como o gerente da seção (embora fictícia).

## Links
- Site Oficial (Japonês)
- Guia de episódios em Inglês
- Site Japonês com links de videos